# Lütisburg
Lütisburg je obec na východě Švýcarska v kantonu St. Gallen. Žije zde  obyvatel.

## Geografie
Obec Lütisburg se skládá ze stejnojmenné vesnice, která leží na skalnatém hřebeni na soutoku řek Thur a Necker, části vesnice Lütisburg Station, vesnice Tufertschwil ležící nad nápadnou molasovou stěnou a vesnic Ober- a Unterrindal, Winzenberg, Rimensberg, Grünhügel, Gonzenbach, Schauenberg, Haslen, Dottenwil, Altegg, Wildenhof, Herrensberg a Chrummentürli, které jsou roztroušeny v kopcovité krajině. Zatímco obec Lütisburg se nachází na pravém břehu řeky Thur za ústím Neckeru, železniční stanice Lütisburg leží asi dva kilometry po údolí na levém břehu řeky Thur.
Nejnižší bod obce leží v nadmořské výšce 539 m n. m. na břehu řeky Thur v Mühlau, nejvyšší v Oberschauenbergu 864 m n. m. Lütisburg sousedí s obcemi Bütschwil-Ganterschwil, Mosnang, Kirchberg, Jonschwil, Oberuzwil, Degersheim a Neckertal.

## Historie

Letecký pohled (1949)

Zatímco Unterrindal byl poprvé zmíněn v listině v roce 849 a Tufertschwil v roce 928, název Lütisburg, od něhož se obec odvíjí, se objevuje až v roce 1214 jako Liutinsburch, pravděpodobně podle člověka jménem Liuto, potomka hraběte z Toggenburgu.
Hrad ministeriála Liuta, postavený klášterem v St. Gallenu v roce 1078, byl klášterem krátce nato opuštěn. Vzhledem ke své strategicky významné poloze byl od 13. do 15. století sídlem hrabat z Toggenburgu. Poté, co v roce 1468 získalo hrabství Toggenburg opatství St. Gallen, sloužil hrad jako sídlo opatského správce. Poddaní byli přiděleni ke dvoru Bazenheid. V roce 1803 vznikla politická obec Lütisburg, která v letech 1831 až 2002 patřila k okresu Alttoggenburg.

## Obyvatelstvo

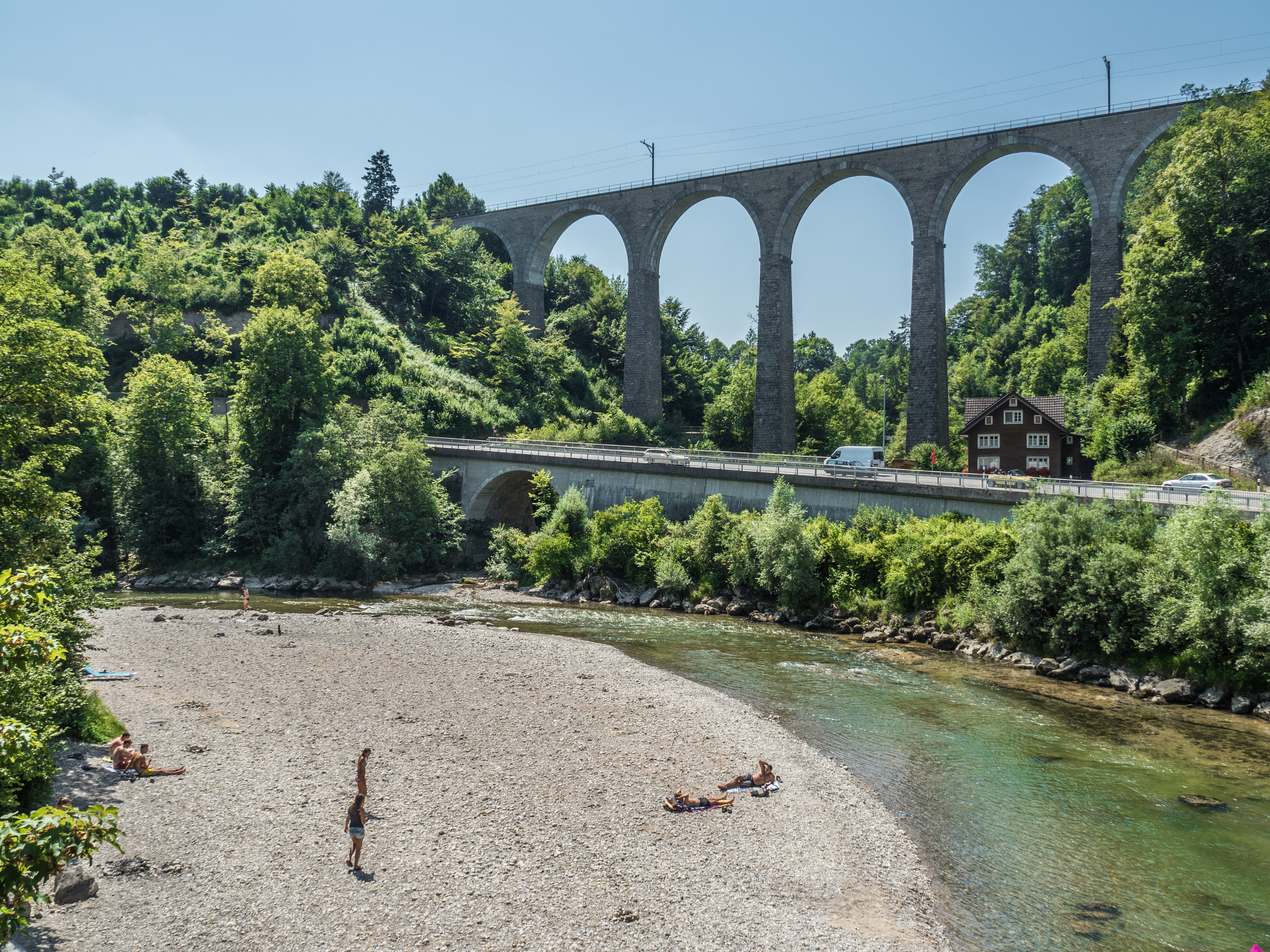
Most přes Thur v Lütisburgu

| Vývoj počtu obyvatel | Vývoj počtu obyvatel | Vývoj počtu obyvatel | Vývoj počtu obyvatel | Vývoj počtu obyvatel | Vývoj počtu obyvatel | Vývoj počtu obyvatel | Vývoj počtu obyvatel | Vývoj počtu obyvatel |
| -------------------- | -------------------- | -------------------- | -------------------- | -------------------- | -------------------- | -------------------- | -------------------- | -------------------- |
| Rok                  | 1803                 | 1850                 | 1900                 | 1950                 | 2000                 | 2010                 | 2019                 |                      |
| Počet obyvatel       | 1070                 | 1285                 | 1270                 | 1372                 | 1395                 | 1394                 | 1606                 |                      |

## Hospodářství
V roce 1877 byl v Altgonzenbachu založen katolický sirotčinec, dnes dětská školka St. Iddaheim. V 19. století zde vedle zemědělství převládal průmysl (železárny, měděný hamr) a zpracovatelský průmysl. I ve 20. století byl nejsilnější primární a sekundární sektor hospodářství.

## Doprava
V Lütisburgu odbočuje z hlavní silnice 16 Wil – Wildhaus spojka na Unterrindal-Jonschwil/Flawil. Silnice z Lütisburgu do Ganterschwilu vede přes most Letzibrücke, zatímco silnice z Rindalu do Bazenheidu vede přes most Thurbrücke v Mühlau.
Ve stanici Lütisburg má obec zastávku na lince S9 Wil–Wattwil, která jezdí každou půlhodinu. Obec Lütisburg spojuje s Bütschwilem Postbus, který jezdí rovněž každou půlhodinu, a ve špičce s Flawilem.
Obcí prochází 60 km dlouhá turistická stezka Thurweg, vedoucí podél řeky Thur z Wilu do Wildhausu.